# Karol Dziuban
Karol Dziuban (ur. 16 grudnia 1921, zm. 27 sierpnia 1974 w Krakowie) – założyciel i pierwszy naczelnik Grupy Bieszczadzkiej GOPR, działacz turystyczny.

## Życiorys

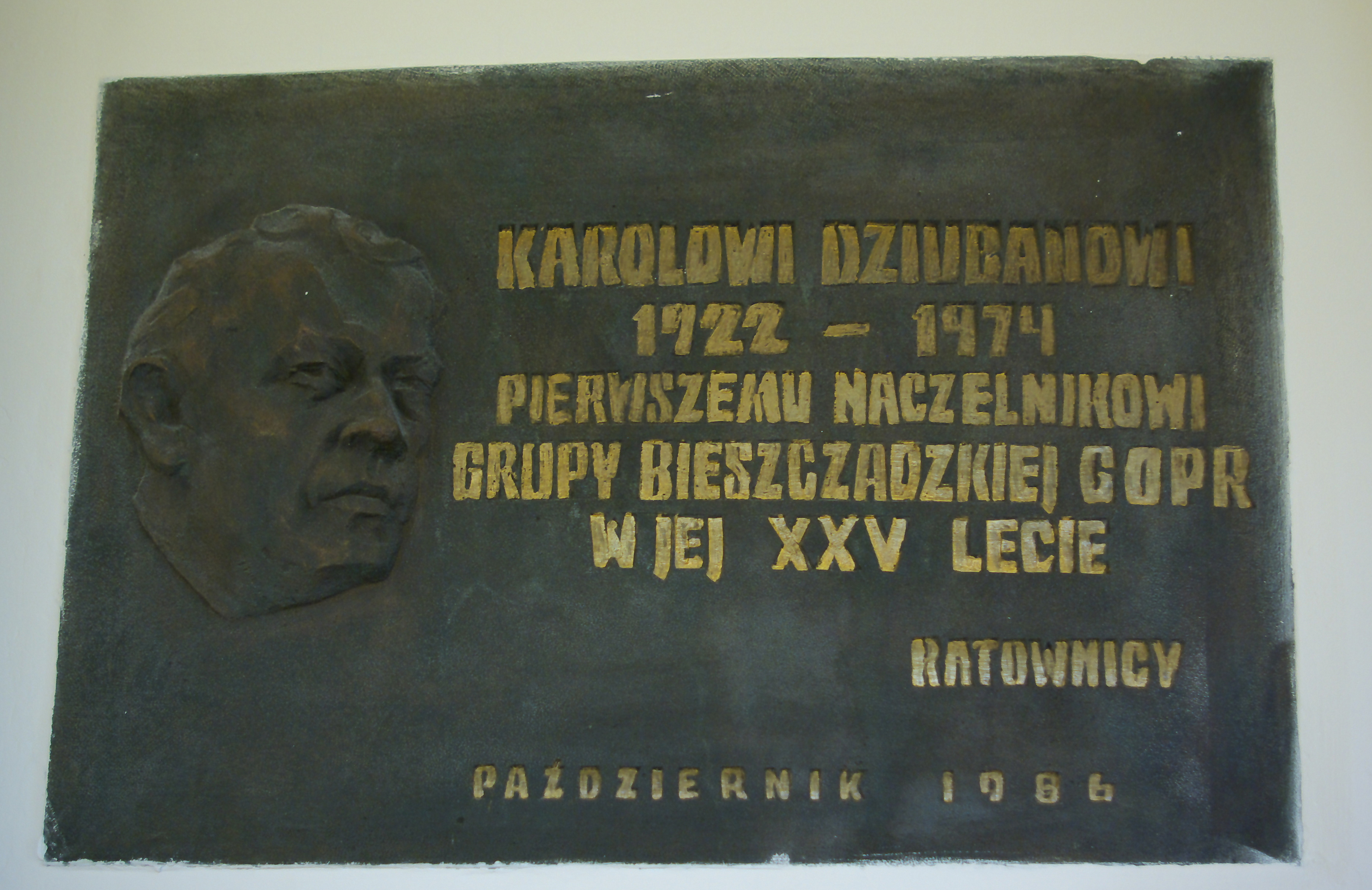
Tablica upamiętniająca Karola Dziubana

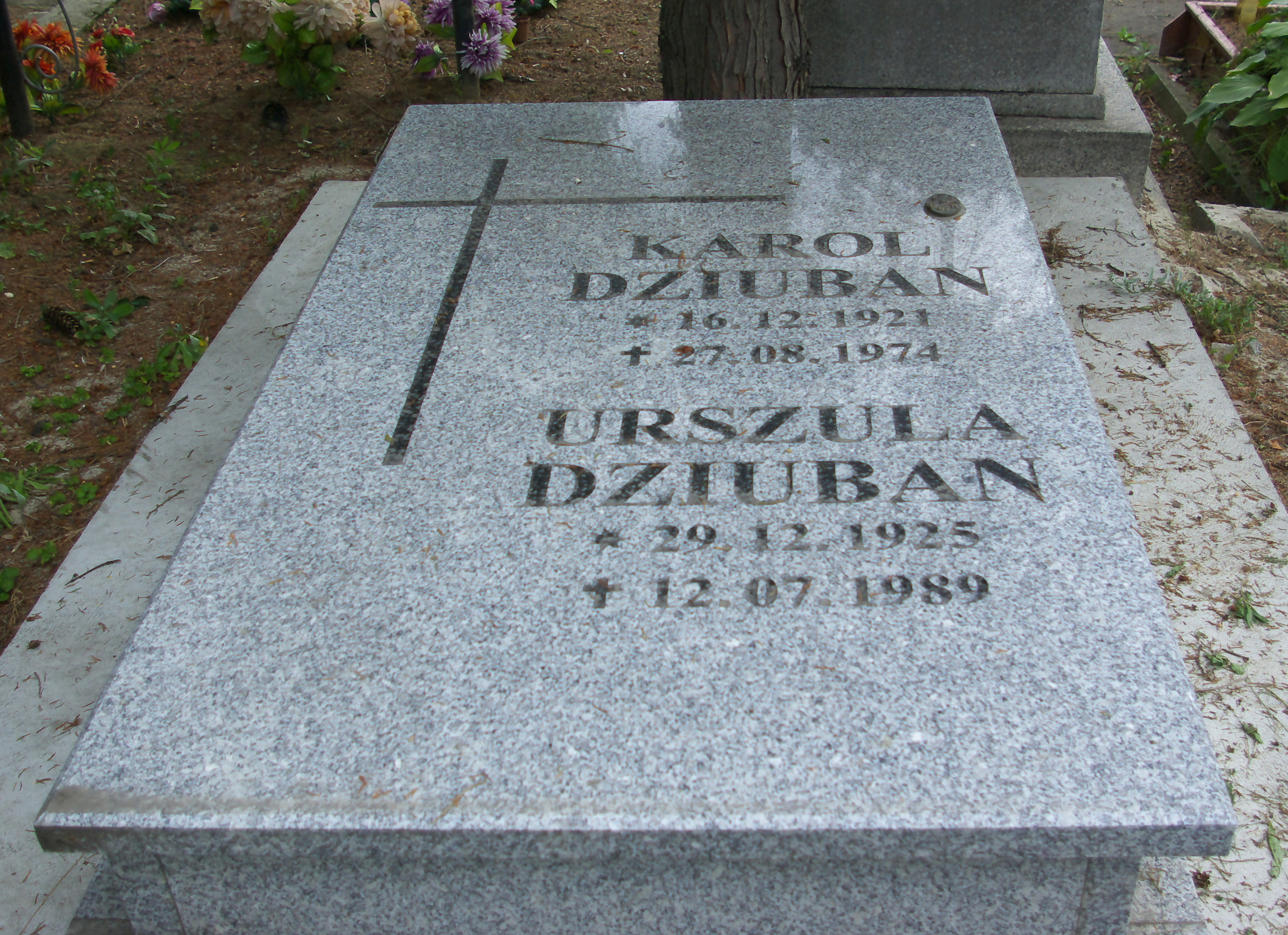
Nagrobek Karola i Urszuli Dziubanów w Sanoku

Karol Dziuban urodził się w 1921. Po wybuchu II wojny światowej podczas okupacji niemieckiej ukończył tajne nauczanie w ramach przedwojennego sanockiego gimnazjum, uzyskując maturę.
Został działaczem turystycznym, przewodnikiem, przodownikiem GOT. W sierpniu 1961 otrzymał od zarządu głównego GOPR zlecenie organizacji Grupy Bieszczadzkiej, którego pierwsze zebranie odbyło się 21 września 1961, a Dziuban został wówczas wiceprezesem zarządu i naczelnikiem (kierownikiem) grupy. W tym samym roku brał udział w kursie ratownictwa. Został wiceprzewodniczącym powołanego w 1961 koła przewodników turystycznych w Sanoku.
Zmarł 27 sierpnia 1974 w Krakowie (według innego źródła: 28 sierpnia). 30 sierpnia 1974 został pochowany na Cmentarzu Centralnym w Sanoku. Następcą na stanowisku naczelnika Grupy Bieszczadzkiej GOPR został jego syn, Jacek Dziuban.
Żoną Karola Dziubana była Urszula (1925-1989). Jego siostrą stryjeczną była Maria Dziuban-Warawa, nauczycielka.
W siedzibie Grupy Bieszczadzkiej GOPR przy ul. Adama Mickiewicza 49 w Sanoku została ustanowiona tablica upamiętniająca Karola Dziubana. Została odsłonięta 11 października 1986 podczas obchodów jubileuszu 25-lecia grupy. Inskrypcja na tablicy brzmi: Karolowi Dziubanowi 1922-1974 pierwszemu naczelnikowi grupy bieszczadzkiej GOPR w jej XXV lecie. Ratownicy. Październik 1986.

## Odznaczenia i ordery
- Krzyż Partyzancki
- Srebrny Krzyż Zasługi
- Medal 30-lecia Polski Ludowej
- Złota Odznaka „Zasłużony Działacz Turystyki” (1969)[11]